# Nicrophorus tenuipes
Nicrophorus tenuipes är en skalbaggsart som beskrevs av Lewis 1887. Nicrophorus tenuipes ingår i släktet Nicrophorus och familjen asbaggar. Inga underarter finns listade i Catalogue of Life.